# Kravany (Prešov)
Kravany (em alemão: Kuhschwanz; húngaro: Erzsébetháza) é um município da Eslováquia, situado no distrito de Poprad, na região de Prešov. Tem 24,34 km² de área e sua população em 2018 foi estimada em 913 habitantes.

## Demografia
| Ano:        | 1994 | 2004   | 2014    | 2024   |
| ----------- | ---- | ------ | ------- | ------ |
| Broj ljudi: | 774  | 817    | 903     | 900    |
| Razlika:    |      | +5,55% | +10,52% | -0,33% |

| Ano:               | 2023 | 2024   |
| ------------------ | ---- | ------ |
| Número de pessoas: | 890  | 900    |
| Diferença:         |      | +1,12% |